# Юнусово (Татарстан)
Юнусово (тат. Юныс) — село в Пестречинском районе Республики Татарстан, на реке Мёша, в 14 километрах к востоку от административного центра района — села Пестрецы.
Входит в состав Пимерского сельского поселения.

## История села
Известно с 1565 — 1567 годов как Пустошь Иски Юрт. К середине XVII века поселение оказалось во владении С. Т. Аристова и получило современное название.

 Юнусово (1088). Дер[евня] при р[еке] Мёше, по прав[ой] стор[оне] Ногайской торг[овой] дороги. От гор[ода] 52 вер[сты], вол[остное] прав[ление] 1 1/2 вер[сты]. По преданию, Юнусово было татарское селение, в нём жил князь Юнус, по имени коего селение называется. На Юнусовской горе была татарская крепость, которую взял царь Борис Годунов, от чего де и поныне называется: «Борисов» ключ, вытекающий из горы. Близ Борисова ключа находится старинное татарское кладбище.— Износков И. Список населённых мест Казанской губернии, с кратким описанием их. Лаишевский уезд// Выпуск 2-й. — Казань: Типография Губернского Правления, 1895. — С. 45.
Впоследствии сюда переселились русские.
Деревня Юнусово состояла в приходе села Селенгуши (Селенгуш) находившегося от неё на расстоянии двух вёрст.
В 1887 году в деревне была открыта церковно-приходская школа. В начале XX века здесь функционировали два хлебозапасных магазина, водяная мельница, крупообдирка и мелочная лавка.
До 1920 года деревня (впоследствии — село) Юнусово входила в Селенгушскую волость Лаишевского уезда Казанской губернии, с 1920 года — в Лаишевский, с 1927 года — в Арский кантон АТССР (ТАССР), с 10 августа 1930 года — в Пестречинский район ТАССР (ныне — Республики Татарстан).

## Население
До Крестьянской реформы 1861 года жители деревни («сельца») Юнусово относились к категории помещичьих крестьян и принадлежали помещице Марье Евгеньевне Львовой. Население занималось земледелием и разведением скота.
По состоянию на 1895 год, в Юнусово было 84 двора, в которых проживали 286 мужчин и 302 женщины. Земельный надел — 734,4 десятины.
Число жителей: в 1782 году — 118 душ мужского пола; в 1859 году — 423, в 1897 году — 684, в 1908 году — 573, в 1920 году — 634, в 1926 году — 486, в 1949 году — 248, в 1958 году — 216, в 1970 году — 126, в 1979 году — 52, в 1989 году — 50, в 2002 году — 68, в 2010 году — 57 человек.
При этом кардинально поменялся национальный состав населения: по состоянию на 2010 год все жители села являлись татарами.

## Современное состояние
Здесь расположено подсобное хозяйство ОАО «Казанькомпрессормаш» — ПСХ «Юнусово».